# Robert Hilliard
Robert Martin Hilliard (7 de abril de 1904 – 22 de febrero de 1937) fue un boxeador olímpico, republicano irlandés, pastor de la Iglesia de Irlanda y comunista. Fue asesinado en la guerra civil española mientras luchaba en las Brigadas Internacionales.
Hilliard Nació en Moyeightragh, cerca Killarney. La familia de su padre era dueña de una prospera tienda. Robert fue educado en la Escuela de Gramática del Cork y más tarde en la Escuela Mountjoy en Dublín. Obtuvo una beca  para ir a Trinity College de Dublín en 1921.  Allí se interesó por la política republicana, cofundando la Thomas Davis Society y participando en las últimas etapas de la guerra civil irlandesa.
Hilliard se interesó por una amplia variedad de deportes y fue un miembro fundador del club de Hurling.  En 1923 fue campeón de la Asociación de Boxeo Amateur irlandesa y de Universidades británicas e irlandesas.  Luchó en la categoría de peso gallo en los Juegos Olímpicos de 1924, representando a Irlanda. Fue exento de la primera ronda y perdido por puntos frente a Benjamín Pertuzzo en la segunda ronda.
Hilliard abandonó Trinity en 1925 sin un grado. En 1926  se casó con Edith Rosemary Robins, nacida en 1905 en Ngara, Nyassalandia; hija de Stephen Robins y Rose Melicent Baker de Kingswood Percha, Surrey. Se mudaron cerca de Hindhead, donde Hilliard trabajó como periodista y en el sector de la publicidad. El matrimonio tuvo cuatro niños.  Hilliard se interesó en el Grupo de Oxford de  cristianos evangélicos. Retomó sus estudios en el Trinity College y en 1931 obtuvo un grado y cartas testimoniales  para ordenarse sacerdote. Fue ordenado sacerdote de la Iglesia de Irlanda en 1932 y trabajó de misionero adherido a la Catedral de Santa Ana de Belfast.
Las creencias socialistas de Hilliard superaron su fervor religioso. Abandonó a su familia y dejó el sacerdocio, y partió hacia Londres, donde se unió al Partido Comunista de Gran Bretaña y volvió a ejercer de periodista.  Por lo tanto, se unió al Partido Comunista de Irlanda, volviéndose ateo y marxista. Se unió a las Brigadas Internacionales que lucharon por la Segunda República española, ya fuera la Columna Connolly de voluntarios irlandeses o la columna británica. Un compañero de armas afirmó que Hilliard parodiaba la señal de la santa cruz recitando «en el nombre de Marx, Engels, Lenin, Stalin, Stakhanov, Dimitrov y de la Línea del Partido» mientras trazaba la hoz y el martillo con la mano.  Hilliard fue uno de los cuatro fusileros en la retaguardia cubriendo la retirada republicana tras la Batalla del Jarama. Todos fueron asesinados. Hilliard murió por sus heridas en Castellón de la Plana cinco días después de ser disparado.  Hilliard se encuentra entre los combatientes recordados por Christy Moore en su canción Viva la Quinta Brigada.